# Эркслебен, Михаэль
Михаэль Эркслебен (нем. Michael Erxleben; род. 1960, Дрезден) — немецкий скрипач.
Учился в Ленинградской консерватории у Михаила Ваймана и в Берлинской высшей школе музыки имени Эйслера у Вернера Шольца. В 1980 году выиграл Международный конкурс имени Иоганна Себастьяна Баха в Лейпциге.
С 1982 г. концертмейстер Берлинского симфонического оркестра (ныне Оркестр Концертхауса). Одновременно до 2001 года был одним из художественных руководителей Нового Берлинского камерного оркестра.
Как солист записал Первый концерт Дмитрия Шостаковича и скрипичный концерт Арнольда Шёнберга (с Берлинским симфоническим оркестром под управлением Клауса Петера Флора), скрипичный концерт Игоря Стравинского (тот же оркестр, дирижёр Микаэль Шёнвандт), Concerto funebre Карла Амадеуса Хартмана (с Новым Берлинским камерным оркестром под управлением Себастьяна Вайгле), скрипичный концерт Франка Мартена и др. С Новым Берлинским камерным оркестром выпустил (руководя им как концертмейстер) альбом симфоний Луиджи Боккерини и альбом «Рождественские концерты» (англ. Christmas Concertos; 1992, лейбл Chandos) с кончерти гросси Франческо Манфредини, Грегора Йозефа Вернера, Арканджело Корелли и Джузеппе Торелли.
Профессор Берлинской высшей школы музыки имени Эйслера и Берлинского университета искусств.